# Josef Götzl
Josef Götzl, uváděn též Josef Götzel (4. března 1820 Praha – 5. února 1892 Karlín), byl český podnikatel a politik, v 2. polovině 19. století poslanec Českého zemského sněmu a starosta Karlína.

## Biografie
Pocházel ze skromných poměrů, ale postupně se vypracoval na velkopodnikatele a průmyslníka. Byl synem cínaře. Pracoval v podniku svého otce. Společně s Čeňkem Daňkem založili v Karlíně strojírnu Daněk und Comp., v níž od 5. listopadu 1854 působil jako podílník. V roce 1872 se podnik změnil na akciovou společnost, v níž Götzl zastával funkci jejího prezidenta. Kromě předsednictví v správní radě podniku Breitfeld, Daněk a spol. zastával funkci předsedy správní rady i v první české akciové společnosti pro rafinování cukru. Zasedal rovněž ve správní radě Živnostenské banky. Od roku 1872 byl majitelem statku Konárovice u Kolína.
V letech 1861–1884 byl starostou Karlína. Po několik let zastával funkci předsedy družstva pro vystavění Národního divadla. 26. října 1866 mu za jeho jednání během válečného roku 1866 byl udělen Řád Františka Josefa.
V 60. letech 19. století se zapojil i do zemské politiky. Podle některých zdrojů usedl již roku 1865 na Český zemský sněm. V řádných zemských volbách v Čechách v lednu 1867 byl zvolen do Českého zemského sněmu v městské kurii (volební obvod Karlín). Mandát obhájil za týž obvod i v krátce poté konaných zemských volbách v březnu 1867.
V srpnu 1868 patřil mezi 81 signatářů státoprávní deklarace českých poslanců, v níž česká politická reprezentace odmítla centralistické směřování státu a hájila české státní právo. Čeští poslanci tehdy na protest praktikovali politiku pasivní rezistence, kdy bojkotovali práci zemského sněmu, byli za neomluvenou absenci zbavováni mandátů a pak opětovně manifestačně voleni. Götzl takto byl zbaven mandátu pro absenci v září 1868 a zvolen znovu v doplňovacích volbách v září 1869. Za Karlín byl do zemského sněmu zvolen i v řádných volbách v roce 1870 a volbách roku 1872. Následovala opět série zbavení mandátu a opětovněho zvolení. Takto uspěl v doplňovacích volbách v říjnu 1873, doplňovacích volbách v červenci 1874, na jaře 1875, v únoru 1876 a dubnu 1877. Za městskou kurii v Karlíně byl zvolen i v řádných volbách roku 1878 a volbách roku 1883. V zemských volbách roku 1889 do sněmu usedl za velkostatkářskou kurii (nesvěřenecké velkostatky).
Politicky patřil mezi stoupence Národní strany (staročeské). V posledních letech, kdy na sněmu zasedal mezi velkostatkáři, patřil do skupiny Strany konzervativního velkostatku.
Zemřel v únoru 1892 ve věku 72 let na vysílení. Smuteční obřad se konal v kostele svatého Cyrila a Metoděje v Karlíně. Pohřben byl na Olšanských hřbitovech.